# Ewald Friedrich von Hertzberg
Il conte Ewald Friedrich von Hertzberg (Lottin, 2 settembre 1725 – Berlino, 22 maggio 1795) è stato un politico prussiano.
Fu ministro della guerra di Federico II di Prussia.
In qualità di plenipotenziario, negoziò, fra gli altri, il Trattato di Hubertusburg, del 15 febbraio 1763, con Austria e Sassonia: esso metteva fine alla Guerra dei sette anni.
Ebbe dimora a Berlino nel castello di Britz e diresse la costruzione della ultima ala di questo edificio e nella cui cappella è inumato.
Raccomandò al Re di Prussia di assumere come consigliere il von Hardenberg, destinato a giocare un ruolo particolarmente felice nella rinascita della Prussia, al termine delle guerre napoleoniche.